# 열녀 남평문씨 정려각
열녀 남평문씨 정려각은 대한민국 전북특별자치도 장수군 산서면 오산리 산19-1에 있는 정려이다. 2016년 3월 14일 장수군의 향토문화유산 제8호로 지정되었다.

## 개요
열녀남평문씨정려각은 1783년(정조7년)에 명정(命旌)을 받았다. 정려각은 상량문이 없어 건립연대를 알 수 없으나 근대기에 건립되었던 것으로 추정된다. 열녀남평문씨정려각은 명정연대가 장수지역에 있는 다른 정려각들과 비교할 때 명정연대와 비석의 제작시기가 빠른 편이다.